# Llista de taules de puntuacions de concursos de castells
Una taula de puntuacions de castells és una llista de construccions castelleres que associa cada un dels castells a una puntuació basant-se en la dificultat que tenen.
Generalment el món casteller utilitza la taula de puntuació del concurs de Tarragona com a referència a l'hora de valorar el grau de dificultat de les diferents construccions que fan. La taula de referència actualment i per al període 2023-2024 és la taula del XXIX Concurs de castells de Tarragona. La següent llista glossa diferents taules de puntuacions utilitzades al llarg de la història:

## Taula de puntuacions del II Concurs de castells de Tarragona
La taula de puntuacions del II Concurs de castells de Tarragona, celebrat el 24 de setembre de 1933 a la plaça de braus de Tarragona, actual Tarraco Arena Plaça, incloïa dotze construccions, que anaven del 2 de 6 al 3 de 8, i set estructures diferents: el pilar, el dos (o torre), el tres, el tres aixecat per sota, el quatre, el quatre amb l'agulla i el cinc. Estava dividida en dues categories, una sense especificar, i una altra de "castells superiors" on hi constaven el 2 de 7, el pilar de 6, el 4 de 8 i el 3 de 8. En aquesta taula, els castells tenien un valor únic, tant per castell carregat com descarregat, i es van valorar en pessetes en lloc de punts.
| Núm. | Castell                 | Punts (pessetes) |
| ---- | ----------------------- | ---------------- |
| 1    | 2 de 6                  | 75               |
| 2    | 3 de 6 aixecat per sota | 75               |
| 3    | 4 de 7                  | 75               |
| 4    | Pilar de 5              | 100              |
| 5    | 3 de 7                  | 150              |
| 6    | 4 de 7 amb el pilar     | 175              |
| 7    | 5 de 7                  | 200              |
| 8    | 3 de 7 aixecat per sota | 250              |
|      | Castells superiors      |                  |
| 9    | 2 de 7                  | 400              |
| 10   | Pilar de 6              | 450              |
| 11   | 4 de 8                  | 450              |
| 12   | 3 de 8                  | 500              |

## Taula comparativa de puntuacions dels concursos de castells 1932 - 1980
| \| Núm. \| Castell \| 1932 \| 1933 \| 1941 \| 1945 \| 1948 \| 1952 \| 1954 \| 1956 \| 1964 \| 1965 \| 1966 \| 1968 \| 1969 \| 1970 \| 1970 \| 1971 \| 1972 \| 1973 \| 1980 \| \| ---- \| ---------------------------------- \| ---- \| ---- \| ---- \| ---- \| ---- \| ---- \| ---- \| ---- \| ---- \| ---- \| ---- \| ---- \| ---- \| ---- \| ---- \| ---- \| ---- \| ---- \| ---- \| \| 1 \| Quatre de sis \| \| \| \| \| \| \| \| \| \| \| \| \| \| \| \| \| \| \| 75 \| \| 2 \| Tres de sis \| \| \| \| \| \| \| \| \| \| \| \| \| \| \| \| \| \| \| 100 \| \| 3 \| Quatre de sis amb l'agulla \| \| \| \| \| \| \| \| \| \| \| \| \| \| \| \| \| \| \| 125 \| \| 4 \| Cinc de sis \| \| \| \| \| \| \| \| \| \| \| \| \| \| \| \| \| \| \| 150 \| \| 5 \| Tres de sis aixecat per sota \| 20 \| 75 \| \| \| \| \| \| \| \| \| \| \| \| \| \| \| \| \| 200 \| \| 6 \| Pilar de cinc \| 20 \| 100 \| \| \| \| 100 \| 200 \| 200 \| \| \| \| 75 \| 75 \| 4 \| 200 \| 100 \| 200 \| 200 \| 200 \| \| 7 \| Dos de sis \| 20 \| 75 \| \| \| \| 300 \| 400 \| 400 \| 75 \| 75 \| 75 \| 75 \| 75 \| 2 \| 200 \| 100 \| 200 \| 200 \| 200 \| \| 8 \| Quatre de set \| 20 \| 75 \| 100 \| 100 \| 200 \| \| \| \| 100 \| 100 \| 100 \| 100 \| 100 \| 6 \| 300 \| 200 \| 400 \| 400 \| 400 \| \| 9 \| Tres de set \| 20 \| 150 \| 200 \| 200 \| 300 \| 300 \| 400 \| 400 \| 200 \| 200 \| 200 \| 200 \| 200 \| 8 \| 400 \| 300 \| 500 \| 500 \| 500 \| \| 10 \| Quatre de set amb l'agulla \| 25 \| 175 \| 300 \| 300 \| 400 \| 500 \| 500 \| 500 \| 300 \| 300 \| 300 \| 300 \| 300 \| 10 \| 500 \| 400 \| 600 \| 600 \| 600 \| \| 11 \| Cinc de set \| 30 \| 200 \| 400 \| 400 \| 500 \| 400 \| 500 \| 500 \| 400 \| 400 \| 400 \| 400 \| 400 \| 12 \| 600 \| 500 \| 700 \| 700 \| 700 \| \| 12 \| Tres de set aixecat per sota \| 40 \| 250 \| 500 \| 500 \| 600 \| 600 \| 700 \| 700 \| 500 \| 500 \| 500 \| 500 \| 500 \| 14 \| 700 \| 600 \| 800 \| 800 \| 800 \| \| 13 \| Dos de set \| 40 \| 400 \| 600 \| 600 \| 700 \| 700 \| 800 \| 800 \| 600 \| 600 \| 600 \| 600 \| 600 \| 16 \| 800 \| 700 \| 900 \| 900 \| 900 \| \| 14 \| Quatre de vuit \| 45 \| 450 \| 700 \| 700 \| 800 \| 800 \| 900 \| 900 \| 700 \| 700 \| 700 \| 700 \| 700 \| 18 \| 900 \| 800 \| 1000 \| 1000 \| 1000 \| \| 15 \| Pilar de sis \| 40 \| 450 \| 800 \| \| 900 \| 1200 \| 1300 \| 1300 \| 1000 \| 1000 \| 1000 \| 1100 \| 1100 \| 22 \| 1100 \| 1000 \| 1200 \| 1200 \| 1200 \| \| 16 \| Tres de vuit \| 50 \| 500 \| 800 \| \| 900 \| 900 \| 1300 \| 1300 \| 900 \| 900 \| 900 \| 900 \| 900 \| 20 \| 1000 \| 1100 \| 1200 \| 1200 \| 1200 \| \| 17 \| Dos de vuit amb folre \| \| \| \| \| \| \| \| \| \| \| \| 1700 \| 1700 \| 28 \| 1500 \| 1400 \| 1400 \| 1400 \| 1300 \| \| 18 \| Pilar de set amb folre \| \| \| \| \| \| \| \| \| \| \| \| 1900 \| 1900 \| 30 \| 1500 \| 1400 \| 1400 \| 1400 \| 1400 \| \| 19 \| Cinc de vuit \| \| \| \| \| \| \| \| \| \| \| \| 1500 \| 1500 \| 24 \| 1200 \| 1100 \| 1500 \| 1500 \| 1500 \| \| 20 \| Quatre de vuit amb l'agulla \| \| \| \| \| \| \| \| \| \| \| \| 1300 \| 1300 \| 26 \| 1500 \| 1400 \| 1700 \| 1700 \| 1700 \| \| 21 \| Tres de vuit aixecat per sota \| \| \| \| \| \| \| \| \| \| \| \| \| \| 36 \| \| \| 1800 \| 1800 \| 1850 \| \| 22 \| Quatre de nou amb folre \| \| \| \| \| \| \| \| \| \| \| \| \| \| 32 \| \| \| \| \| 2000 \| \| 23 \| Tres de nou amb folre \| \| \| \| \| \| \| \| \| \| \| \| \| \| 34 \| \| \| \| \| 2200 \| \| 24 \| Pilar de vuit amb folre i manilles \| \| \| \| \| \| \| \| \| \| \| \| \| \| \| \| \| \| \| 2400 \| \| 25 \| Cinc de nou amb folre \| \| \| \| \| \| \| \| \| \| \| \| \| \| \| \| \| \| \| 2600 \| \| 26 \| Quatre de nou sense folre \| \| \| \| \| \| \| \| \| \| \| \| \| \| 40 \| \| \| \| \| 2800 \| \| 27 \| Dos de vuit sense folre \| \| \| \| \| \| \| \| \| \| \| \| \| \| 38 \| \| \| \| \| \| \| 28 \| Tres de nou sense folre \| \| \| \| \| \| \| \| \| \| \| \| \| \| 42 \| \| \| \| \| \| |                                    |      |      |      |      |      |      |      |      |      |      |      |      |      |      |      |      |      |      |      |
| Núm. | Castell                            | 1932 | 1933 | 1941 | 1945 | 1948 | 1952 | 1954 | 1956 | 1964 | 1965 | 1966 | 1968 | 1969 | 1970 | 1970 | 1971 | 1972 | 1973 | 1980 |
| 1 | Quatre de sis                      |      |      |      |      |      |      |      |      |      |      |      |      |      |      |      |      |      |      | 75   |
| 2 | Tres de sis                        |      |      |      |      |      |      |      |      |      |      |      |      |      |      |      |      |      |      | 100  |
| 3 | Quatre de sis amb l'agulla         |      |      |      |      |      |      |      |      |      |      |      |      |      |      |      |      |      |      | 125  |
| 4 | Cinc de sis                        |      |      |      |      |      |      |      |      |      |      |      |      |      |      |      |      |      |      | 150  |
| 5 | Tres de sis aixecat per sota       | 20   | 75   |      |      |      |      |      |      |      |      |      |      |      |      |      |      |      |      | 200  |
| 6 | Pilar de cinc                      | 20   | 100  |      |      |      | 100  | 200  | 200  |      |      |      | 75   | 75   | 4    | 200  | 100  | 200  | 200  | 200  |
| 7 | Dos de sis                         | 20   | 75   |      |      |      | 300  | 400  | 400  | 75   | 75   | 75   | 75   | 75   | 2    | 200  | 100  | 200  | 200  | 200  |
| 8 | Quatre de set                      | 20   | 75   | 100  | 100  | 200  |      |      |      | 100  | 100  | 100  | 100  | 100  | 6    | 300  | 200  | 400  | 400  | 400  |
| 9 | Tres de set                        | 20   | 150  | 200  | 200  | 300  | 300  | 400  | 400  | 200  | 200  | 200  | 200  | 200  | 8    | 400  | 300  | 500  | 500  | 500  |
| 10 | Quatre de set amb l'agulla         | 25   | 175  | 300  | 300  | 400  | 500  | 500  | 500  | 300  | 300  | 300  | 300  | 300  | 10   | 500  | 400  | 600  | 600  | 600  |
| 11 | Cinc de set                        | 30   | 200  | 400  | 400  | 500  | 400  | 500  | 500  | 400  | 400  | 400  | 400  | 400  | 12   | 600  | 500  | 700  | 700  | 700  |
| 12 | Tres de set aixecat per sota       | 40   | 250  | 500  | 500  | 600  | 600  | 700  | 700  | 500  | 500  | 500  | 500  | 500  | 14   | 700  | 600  | 800  | 800  | 800  |
| 13 | Dos de set                         | 40   | 400  | 600  | 600  | 700  | 700  | 800  | 800  | 600  | 600  | 600  | 600  | 600  | 16   | 800  | 700  | 900  | 900  | 900  |
| 14 | Quatre de vuit                     | 45   | 450  | 700  | 700  | 800  | 800  | 900  | 900  | 700  | 700  | 700  | 700  | 700  | 18   | 900  | 800  | 1000 | 1000 | 1000 |
| 15 | Pilar de sis                       | 40   | 450  | 800  |      | 900  | 1200 | 1300 | 1300 | 1000 | 1000 | 1000 | 1100 | 1100 | 22   | 1100 | 1000 | 1200 | 1200 | 1200 |
| 16 | Tres de vuit                       | 50   | 500  | 800  |      | 900  | 900  | 1300 | 1300 | 900  | 900  | 900  | 900  | 900  | 20   | 1000 | 1100 | 1200 | 1200 | 1200 |
| 17 | Dos de vuit amb folre              |      |      |      |      |      |      |      |      |      |      |      | 1700 | 1700 | 28   | 1500 | 1400 | 1400 | 1400 | 1300 |
| 18 | Pilar de set amb folre             |      |      |      |      |      |      |      |      |      |      |      | 1900 | 1900 | 30   | 1500 | 1400 | 1400 | 1400 | 1400 |
| 19 | Cinc de vuit                       |      |      |      |      |      |      |      |      |      |      |      | 1500 | 1500 | 24   | 1200 | 1100 | 1500 | 1500 | 1500 |
| 20 | Quatre de vuit amb l'agulla        |      |      |      |      |      |      |      |      |      |      |      | 1300 | 1300 | 26   | 1500 | 1400 | 1700 | 1700 | 1700 |
| 21 | Tres de vuit aixecat per sota      |      |      |      |      |      |      |      |      |      |      |      |      |      | 36   |      |      | 1800 | 1800 | 1850 |
| 22 | Quatre de nou amb folre            |      |      |      |      |      |      |      |      |      |      |      |      |      | 32   |      |      |      |      | 2000 |
| 23 | Tres de nou amb folre              |      |      |      |      |      |      |      |      |      |      |      |      |      | 34   |      |      |      |      | 2200 |
| 24 | Pilar de vuit amb folre i manilles |      |      |      |      |      |      |      |      |      |      |      |      |      |      |      |      |      |      | 2400 |
| 25 | Cinc de nou amb folre              |      |      |      |      |      |      |      |      |      |      |      |      |      |      |      |      |      |      | 2600 |
| 26 | Quatre de nou sense folre          |      |      |      |      |      |      |      |      |      |      |      |      |      | 40   |      |      |      |      | 2800 |
| 27 | Dos de vuit sense folre            |      |      |      |      |      |      |      |      |      |      |      |      |      | 38   |      |      |      |      |      |
| 28 | Tres de nou sense folre            |      |      |      |      |      |      |      |      |      |      |      |      |      | 42   |      |      |      |      |      |

## Taula de puntuacions del XVIII Concurs de castells de Tarragona
La taula de puntuacions del XVIII Concurs de castells de Tarragona, celebrat el 8 d'octubre de 2000 a la plaça de braus de Tarragona, actual Tarraco Arena Plaça, incloïa trenta-dues construccions, que anaven del 4 de 7 al 3 de 10 amb folre, i vuit estructures diferents: el pilar, el dos (o torre), el tres, el tres aixecat per sota, el quatre, el quatre amb l'agulla, el cinc i el nou.
| Núm. | Castell                      | Punts descarregat | Punts carregat |
| ---- | ---------------------------- | ----------------- | -------------- |
| 1    | Quatre de set                | 980               | 800            |
| 2    | Tres de set                  | 1.200             | 1.000          |
| 3    | Quatre de set amb l'agulla   | 1.440             | 1.220          |
| 4    | Cinc de set                  | 1.700             | 1.460          |
| 5    | Tres de set aixecat per sota | 1.980             | 1.720          |
| 6    | Dos de set                   | 2.280             | 2.000          |
| 7    | Nou de set                   | 2.600             | 2.300          |
| 8    | Quatre de vuit               | 2.940             | 2.620          |
| 9    | Pilar de sis                 | 3.680             | 2.960          |
| 10   | Tres de vuit                 | 3.680             | 3.320          |
| 11   | Dos de vuit amb folre        | 4.080             | 3.700          |
| 12   | Pilar de set amb folre       | 4.500             | 4.100          |
| 13   | Cinc de vuit                 | 4.940             | 4.520          |
| 14   | Quatre de vuit amb l'agulla  | 5.400             | 4.960          |
| 15   | Quatre de nou amb folre      | 5.880             | 5.420          |
| 16   | Tres de nou amb folre        | 6.380             | 5.900          |

| Núm. | Castell                            | Punts descarregat | Punts carregat |
| ---- | ---------------------------------- | ----------------- | -------------- |
| 17   | Tres de vuit aixecat per sota      | 6.900             | 6.400          |
| 18   | Nou de vuit                        | 7.440             | 6.920          |
| 19   | Dos de nou amb folre i manilles    | 8.000             | 7.460          |
| 20   | Pilar de vuit amb folre i manilles | 8.580             | 8.020          |
| 21   | Cinc de nou amb folre              | 9.180             | 8.600          |
| 22   | Quatre de nou amb folre i l'agulla | 9.800             | 9.200          |
| 23   | Dos de vuit                        | 10.440            | 9.820          |
| 24   | Pilar de set                       | 11.100            | 10.460         |
| 25   | Quatre de nou                      | 11.780            | 11.120         |
| 26   | Tres de nou                        | 12.480            | 11.800         |
| 27   | Quatre de deu amb folre i manilles | 13.200            | 12.500         |
| 28   | Tres de deu amb folre i manilles   | 13.940            | 13.220         |
| 29   | Cinc de nou                        | 14.700            | 13.960         |
| 30   | Dos de nou amb folre               | 15.480            | 14.720         |
| 31   | Quatre de deu amb folre            | 16.280            | 15.500         |
| 32   | Tres de deu amb folre              | 17.100            | 16.300         |

## Taula de puntuacions del XX Concurs de castells de Tarragona
La taula de puntuacions del XX Concurs de castells de Tarragona, celebrat el 3 d'octubre de 2004 a la plaça de braus de Tarragona, incloïa trenta-tres construccions, que anaven del 4 de 7 al 3 de 10 amb folre, i vuit estructures diferents: el pilar, el dos (o torre), el tres, el tres aixecat per sota, el quatre, el quatre amb l'agulla, el cinc i el nou.
| Núm. | Castell                         | Punts descarregat | Punts carregat |
| ---- | ------------------------------- | ----------------- | -------------- |
| 1    | Quatre de set                   | 980               | 790            |
| 2    | Tres de set                     | 1.200             | 990            |
| 3    | Quatre de set amb l'agulla      | 1.440             | 1.210          |
| 4    | Cinc de set                     | 1.700             | 1.450          |
| 5    | Tres de set aixecat per sota    | 1.980             | 1.710          |
| 6    | Dos de set                      | 2.280             | 1.990          |
| 7    | Nou de set                      | 2.600             | 2.290          |
| 8    | Quatre de vuit                  | 2.940             | 2.610          |
| 9    | Pilar de sis                    | 3.300             | 2.950          |
| 10   | Tres de vuit                    | 3.680             | 3.310          |
| 11   | Dos de vuit amb folre           | 4.080             | 3.690          |
| 12   | Pilar de set amb folre          | 4.500             | 4.090          |
| 13   | Cinc de vuit                    | 4.940             | 4.510          |
| 14   | Quatre de vuit amb l'agulla     | 5.400             | 4.950          |
| 15   | Quatre de nou amb folre         | 5.880             | 5.410          |
| 16   | Tres de nou amb folre           | 6.380             | 5.890          |
| 17   | Dos de nou amb folre i manilles | 6.900             | 6.390          |

| Núm. | Castell                                  | Punts descarregat | Punts carregat |
| ---- | ---------------------------------------- | ----------------- | -------------- |
| 18   | Tres de vuit aixecat per sota            | 7.440             | 6.910          |
| 19   | Nou de vuit                              | 8.000             | 7.450          |
| 20   | Pilar de vuit amb folre i manilles       | 8.580             | 8.010          |
| 21   | Cinc de nou amb folre                    | 9.180             | 8.590          |
| 22   | Quatre de nou amb folre i l'agulla       | 9.800             | 9.190          |
| 23   | Quatre de nou                            | 10.440            | 9.810          |
| 24   | Tres de deu amb folre i manilles         | 11.100            | 10.450         |
| 25   | Dos de vuit                              | 11.780            | 11.110         |
| 26   | Pilar de nou amb folre, manilles i ajuts | 12.480            | 11.790         |
| 27   | Pilar de set                             | 13.200            | 12.490         |
| 28   | Tres de nou                              | 13.940            | 13.210         |
| 29   | Quatre de deu amb folre i manilles       | 14.700            | 13.950         |
| 30   | Dos de nou amb folre                     | 15.480            | 14.710         |
| 31   | Cinc de nou                              | 16.280            | 15.490         |
| 32   | Quatre de deu amb folre                  | 17.100            | 16.290         |
| 33   | Tres de deu amb folre                    | 17.940            | 17.110         |

## Taula de Puntuació Castellera Desc.20
La Taula de Puntuació Castellera Desc.20 (TPC Desc.20) fou una taula de puntuacions consensuada el 2004 entre informadors i periodistes especialitzats de l'Avui, Diari de Tarragona, El Punt, Com Ràdio, Ser Tarragona, Més TV (televisió de Tarragona), webcasteller.com i moncasteller.com, per tal d'utilitzar tots la mateixa a l'hora de configurar els diversos rànquings.
Incloïa 43 construccions i 9 estructures diferents: pilar, dos (o torre), tres, tres aixecat per sota, tres amb l'agulla, quatre, quatre amb l'agulla, cinc i nou. Hi figuraven nou castells de la gamma de sis, gamma de castells que les taules de puntuacions dels concursos de castells del 2006, 2008, 2010 i 2012 no llistaven.
Llegenda: a:agulla, ps:per sota, f:folre, m:manilles, p:puntals
| Castell       | Punts descarregat | Punts carregat |
| ------------- | ----------------- | -------------- |
| 4/6           | 12                | 10             |
| 3/6           | 13                | 11             |
| 4/6 a - 3/6 a | 17                | 15             |
| 5/6           | 19                | 16             |
| 3/6 ps        | 22                | 18             |
| 2/6           | 25                | 21             |
| 9/6 - pde5    | 28                | 23             |
| 4/7           | 37                | 31             |
| 3/7           | 41                | 34             |
| 4/7 a - 3/7 a | 54                | 45             |
| 5/7           | 59                | 49             |
| 3/7 ps        | 68                | 56             |
| 9/7 - 2/7     | 89                | 74             |
| 4/8           | 98                | 82             |
| P-6           | 112               | 94             |
| 3/8           | 126               | 105            |
| 2/8f          | 143               | 119            |

| Castell                  | Punts descarregat | Punts carregat |
| ------------------------ | ----------------- | -------------- |
| P-7f                     | 158               | 131            |
| 5/8                      | 208               | 173            |
| 4/8a                     | 229               | 191            |
| 4/9f                     | 302               | 252            |
| 3/9f                     | 332               | 277            |
| 9/8                      | 438               | 365            |
| 9/8 (1 enxaneta) - 3/8ps | 468               | 390            |
| 2/9 fm                   | 497               | 414            |
| P-8fm                    | 579               | 482            |
| 5/9f                     | 764               | 636            |
| 4/9fa                    | 840               | 700            |
| 4/9                      | 1.109             | 924            |
| 2/8 - 3/10fm             | 1.183             | 986            |
| P-7 — 4/10fm             | 1.257             | 1.047          |
| 3/9 — 2/9f - P-9fmp      | 1.464             | 1.220          |
| 5/9 — 3/10f — 4/10f      | 1.932             | 1.610          |

## Taula de Puntuacions Unificada 2006
La Taula de Puntuacions Unificada 2006 (TPU'06) va ser una taula de puntuacions consensuada el 2006 entre l'organització del XXI Concurs de castells de Tarragona i periodistes especialitzats, per tal d'utilitzar tots la mateixa a l'hora de configurar els diversos rànquings. Va prendre com a referència la Taula de Puntuació Castellera Desc.20, del 2004.
Llegenda: a:agulla, ps:per sota, f:folre, m:manilles, p:puntals
| Castell | Punts carregat | Punts descarregat |
| ------- | -------------- | ----------------- |
| 4/7     | 100            | 118               |
| 3/7     | 107            | 126               |
| 4/7 a   | 135            | 159               |
| 5/7     | 145            | 171               |
| 3/7 ps  | 163            | 193               |
| 9/7     | 206            | 243               |
| 2/7     | 218            | 258               |
| 4/8     | 248            | 293               |
| P-6     | 269            | 318               |
| 3/8     | 301            | 355               |
| 2/8f    | 340            | 401               |
| P-7f    | 380            | 448               |
| 5/8     | 480            | 566               |
| 4/8a    | 513            | 606               |
| 4/9f    | 648            | 765               |

| Castell                     | Punts carregat | Punts descarregat |
| --------------------------- | -------------- | ----------------- |
| 3/9f                        | 694            | 832               |
| 9/8                         | 891            | 1.069             |
| 3/8ps                       | 935            | 1.122             |
| 2/9 fm                      | 980            | 1.176             |
| P-8fm                       | 1.149          | 1.379             |
| 5/9f                        | 1470           | 1764              |
| 4/9fa                       | 1.568          | 1.882             |
| 3/9fa                       | 1.622          | 1.914             |
| 4/9                         | 2.007          | 2.409             |
| 2/8                         | 2.108          | 2.529             |
| 3/10fm                      | 2.208          | 2.650             |
| 2/9f                        | 2.826          | 3.391             |
| P-7 — 4/10fm — 3/9 — P-9fmp | 3.014          | 3.617             |
| 5/9 — 3/10f — 4/10f         | 3.858          | 4.629             |

## Taula de puntuacions del Concurs de castells de Tarragona 2008
La taula de puntuacions del Concurs de castells de Tarragona 2008 fou la taula de puntuacions oficial emprada al XXII Concurs de castells de Tarragona.
Llegenda: a:agulla, ps:per sota, f:folre, m:manilles, p:puntals
| Castell   | Punts carregat | Punts descarregat |
| --------- | -------------- | ----------------- |
| 4 de 7    | 100            | 118               |
| 3 de 7    | 107            | 126               |
| 3 de7 a   | 130            | 154               |
| 4 de 7 a  | 135            | 159               |
| 5 de 7    | 145            | 171               |
| 3 de 7 ps | 163            | 193               |
| 9 de 7    | 206            | 243               |
| 2 de 7    | 218            | 258               |
| 4 de 8    | 248            | 293               |
| P de 6    | 269            | 318               |
| 3 de 8    | 301            | 355               |
| 2 de 8 f  | 340            | 401               |
| p de 7 f  | 380            | 448               |
| 5 de 8    | 480            | 566               |
| 4 de 8 a  | 513            | 606               |
| 3 de 8 a  | 540            | 627               |
| 4 de 9 f  | 648            | 765               |
| 3 de 9 f  | 694            | 832               |

| Castell    | Punts carregat | Punts descarregat |
| ---------- | -------------- | ----------------- |
| 9 de 8     | 891            | 1.069             |
| 3 de 8 ps  | 935            | 1.122             |
| 2 de 9 fm  | 980            | 1.176             |
| p de 8 fm  | 1.149          | 1.379             |
| 5 de 9 f   | 1.470          | 1.764             |
| 4 de 9 fa  | 1.568          | 1.882             |
| 3 de 9 fa  | 1.622          | 1.914             |
| 4 de 9     | 2.007          | 2.409             |
| 2 de 8     | 2.108          | 2.529             |
| 3 de 10 fm | 2.208          | 2.650             |
| 2 de 9 f   | 2.826          | 3.391             |
| p de 7     | 3.014          | 3.617             |
| 4 de 10 fm | 3.014          | 3.617             |
| 3 de 9     | 3.014          | 3.617             |
| p de 9 fmp | 3.014          | 3.617             |
| 5 de 9     | 3.858          | 4.629             |
| 3 de 10 f  | 3.858          | 4.629             |
| 4 de 10 f  | 3.858          | 4.629             |

## Taula de Puntuacions Unificada 2010
La Taula de Puntuacions Unificada 2010 (TPU'10) fou la taula de puntuacions oficial emprada al XXIII Concurs de castells de Tarragona. Va ser consensuada entre l'organització del concurs i els periodistes especialitzats, per tal d'utilitzar tots la mateixa puntuació a l'hora de configurar els diversos rànquings.
Llegenda: f: amb folre, a: amb agulla o pilar al mig, ps: aixecat per sota, fm: amb folre i manilles, fa: amb folre i l'agulla o el pilar al mig, sf: sense folre, sm: sense manilles, fmp: amb folre, manilles i puntals
| Castell  | Punts carregat | Punts descarregat |
| -------- | -------------- | ----------------- |
| 4 de 7   | 100            | 118               |
| 3 de 7   | 107            | 126               |
| 3 de 7a  | 130            | 154               |
| 4 de 7a  | 135            | 159               |
| 5 de 7   | 145            | 171               |
| 3 de 7ps | 163            | 193               |
| 9 de 7   | 206            | 243               |
| 2 de 7   | 218            | 258               |
| 4 de 8   | 248            | 293               |
| P de 6   | 269            | 318               |
| 3 de 8   | 301            | 355               |
| 2 de 8f  | 340            | 401               |
| P de 7f  | 380            | 448               |
| 5 de 8   | 480            | 566               |
| 4 de 8a  | 513            | 606               |
| 3 de 8a  | 540            | 627               |
| 4 de 9f  | 648            | 765               |
| 3 de 9f  | 694            | 832               |

| Castell   | Punts carregat | Punts descarregat |
| --------- | -------------- | ----------------- |
| 9 de 8    | 891            | 1.069             |
| 3 de 8ps  | 935            | 1.122             |
| 2 de 9fm  | 980            | 1.176             |
| P de 8fm  | 1.149          | 1.379             |
| 5 de 9f   | 1.470          | 1.764             |
| 4 de 9fa  | 1.568          | 1.882             |
| 3 de 9fa  | 1.622          | 1.914             |
| 4 de 9sf  | 2.007          | 2.409             |
| 2 de 8sf  | 2.108          | 2.529             |
| 3 de 10fm | 2.208          | 2.650             |
| 2 de 9sm  | 2.826          | 3.391             |
| P de 7sf  | 3.014          | 3.617             |
| 4 de 10fm | 3.014          | 3.617             |
| 3 de 9sf  | 3.014          | 3.617             |
| P de 9fmp | 3.014          | 3.617             |
| 5 de 9sf  | 3.858          | 4.629             |
| 3 de 10sm | 3.858          | 4.629             |
| 4 de 10sm | 3.858          | 4.629             |

## VIII Concurs de castells Vila de Torredembarra (2011)
La taula de puntuacions del VIII Concurs de castells Vila de Torredembarra incloïa vint-i-sis construccions que, per ordre de dificultat creixent anaven del 3 de 6 amb l'agulla al 3 de 8, i tretze estructures diferents: el pilar, el pilar aixecat per sota, el dos (o torre), el dos aixecat per sota, el tres, el tres aixecat per sota, el tres amb l'agulla, el quatre, el quatre amb l'agulla, el cinc, el cinc amb l'agulla, el set i el nou. La següent taula mostra la llista de construccions permeses al concurs de castells i la puntuació per cada un dels castells carregats o descarregats establerts per les bases del concurs.
| Núm. | Castell | Punts descarregat | Punts carregat |
| ---- | ------- | ----------------- | -------------- |
| 1    | 4d6     | 220               | 185            |
| 2    | 3d6     | 235               | 200            |
| 3    | 3d6a    | 290               | 245            |
| 4    | 4d6a    | 300               | 255            |
| 5    | 5d6     | 320               | 270            |
| 6    | 7d6     | 330               | 280            |
| 7    | 5d6a    | 340               | 325            |
| 8    | 3d6ps   | 365               | 310            |
| 9    | 2d6     | 405               | 340            |
| 10   | 2d6ps   | 445               | 375            |
| 11   | 9d6     | 460               | 390            |
| 12   | p5      | 465               | 395            |
| 13   | p5s     | 465               | 395            |

| Núm. | Castell | Punts descarregat | Punts carregat |
| ---- | ------- | ----------------- | -------------- |
| 14   | 4d7     | 590               | 500            |
| 15   | 3d7     | 630               | 535            |
| 16   | 3d7a    | 770               | 650            |
| 17   | 4d7a    | 795               | 675            |
| 18   | 5d7     | 855               | 725            |
| 19   | 7d7     | 870               | 735            |
| 20   | 5d7a    | 910               | 865            |
| 21   | 3d7ps   | 965               | 815            |
| 22   | 9d7     | 1.215             | 1.030          |
| 23   | 2d7     | 1.290             | 1.090          |
| 24   | 4d8     | 1.465             | 1.240          |
| 25   | p6      | 1.590             | 1.345          |
| 26   | 3d8     | 1.775             | 1.505          |

## XXIV Concurs de castells de Tarragona (2012)
La Taula de Puntuacions Unificada 2012 (TPU'12) fou la taula de puntuacions oficial emprada al XXIV Concurs de castells de Tarragona. Va ser consensuada entre l'organització del concurs i els periodistes especialitzats, per tal d'utilitzar tots la mateixa puntuació a l'hora de configurar els diversos rànquings. Respecte a l'anterior taula del 2010, es van afegir el 5de7a, 5de8a,  5de9fa, 7 de 7, 7 de 8 i el 9de9f, es van eliminar el pilar de 7 net, 5 de 9sf, 3 de 10sm, 4 de 10sm i el 4de10fm va passar a puntuar menys que el 2de9sm.
Llegenda: f: amb folre, a: amb agulla o pilar al mig, ps: aixecat per sota, fm: amb folre i manilles, fa: amb folre i l'agulla o el pilar al mig, sf: sense folre, sm: sense manilles, fmp: amb folre, manilles i puntals
| Castell  | Punts carregat | Punts descarregat |
| -------- | -------------- | ----------------- |
| 4 de 7   | 100            | 125               |
| 3 de 7   | 105            | 131               |
| 3 de 7a  | 148            | 185               |
| 4 de 7a  | 155            | 194               |
| 5 de 7   | 163            | 204               |
| 3 de 7ps | 199            | 249               |
| 5 de 7a  | 209            | 214               |
| 9 de 7   | 250            | 312               |
| 2 de 7   | 300            | 375               |
| 4 de 8   | 315            | 393               |
| P de 6   | 384            | 480               |
| 3 de 8   | 403            | 504               |
| 2 de 8f  | 492            | 615               |
| P de 7f  | 559            | 699               |
| 7 de 8   | 680            | 850               |
| 5 de 8   | 714            | 892               |
| 4 de 8a  | 747            | 937               |
| 3 de 8a  | 787            | 984               |
| 5 de 8a  | 1.008          | 1.033             |
| 4 de 9f  | 1.206          | 1.508             |
| 3 de 9f  | 1.303          | 1.629             |

| Castell   | Punts carregat | Punts descarregat |
| --------- | -------------- | ----------------- |
| 9 de 8    | 1.632          | 2.041             |
| 3 de 8ps  | 1.703          | 2.128             |
| 2 de 9fm  | 1.776          | 2.220             |
| P de 8fm  | 2.174          | 2.718             |
| 7 de 9f   | 2.754          | 3.442             |
| 5 de 9f   | 2.892          | 3.614             |
| 4 de 9fa  | 3.036          | 3.795             |
| 3 de 9fa  | 3.188          | 3.985             |
| 5 de 9fa  | 4.085          | 4.184             |
| 4 de 9sf  | 4.686          | 5.858             |
| 2 de 8sf  | 4.921          | 6.151             |
| 3 de 10fm | 5.167          | 6.458             |
| 9 de 9f   | 5.425          | 6.781             |
| 4 de 10fm | 5.696          | 7.120             |
| 2 de 9sm  | 7.476          | 9.345             |
| P de 9fmp | 9.420          | 11.775            |
| 3 de 9sf  | 9.891          | 12.364            |

## XXV Concurs de castells de Tarragona (2014)
El 6 de juny del 2013 la Comissió Assessora del Concurs de castells de Tarragona va aprovar la taula de puntuacions del XXV Concurs de castells de Tarragona. Aquesta taula també serveix per elaborar el rànquing classificatori que estableix quines colles tenen dret a participar-hi. Aquest rànquing computa les cinc millors diades de cada colla realitzats entre l'1 de setembre del 2013 i el 31 d'agost del 2014, sumant els punts dels tres millors castells de cada jornada. L'organització del IX Concurs de castells Vila de Torredembarra va decidir emprar també aquesta taula per a valorar els castells en l'edició del 2013 tot esperant la unificació definitiva dels dos concursos a partir del 2014.
L'agost del 2014 l'organització del concurs de castells, amb el vistiplau de la Comissió Assessora, va incorporar el 2 de 6 i el pilar de 5 a la taula de puntuacions, els quals conformen el "grup 0", i se'ls va assignar una puntuació d'acord amb la proporcionalitat del conjunt de la taula.
Els castells de la taula apareixen dividits en grups i subgrups per agrupar els castells de dificultat similar i diferenciar els canvis de gamma. Respecte a l'anterior taula del 2012 varia la valoració del 7 de 8 que passa a tenir menys punts que el pilar de 7 amb folre i que la torre de 8 amb folre.
Llegenda: f: amb folre, a: amb agulla o pilar al mig, ps: aixecat per sota, fm: amb folre i manilles, fa: amb folre i l'agulla o el pilar al mig, sf: sense folre, sm: sense manilles, fmp: amb folre, manilles i puntals
| Grup   | Subgrup | Castell | Punts carregat | Punts descarregat |
| ------ | ------- | ------- | -------------- | ----------------- |
| Grup 0 | sub 1   | 2de6    | 135            | 155               |
| Grup 0 | sub 1   | Pde5    | 140            | 160               |
| Grup 1 | sub 1   | 4de7    | 175            | 200               |
| Grup 1 | sub 1   | 3de7    | 185            | 210               |
| Grup 2 | sub 1   | 3de7a   | 245            | 265               |
| Grup 2 | sub 1   | 4de7a   | 255            | 275               |
| Grup 2 | sub 2   | 5de7    | 250            | 290               |
| Grup 2 | sub 2   | 7de7    | 270            | 305               |
| Grup 2 | sub 3   | 5de7a   | 295            | 320               |
| Grup 2 | sub 3   | 3de7ps  | 310            | 335               |
| Grup 3 | sub 1   | 9de7    | 365            | 420               |
| Grup 3 | sub 1   | 2de7    | 385            | 440               |
| Grup 3 | sub 1   | 4de8    | 400            | 460               |
| Grup 3 | sub 2   | Pde6    | 425            | 485               |
| Grup 3 | sub 2   | 3de8    | 445            | 510               |
| Grup 4 | sub 1   | 7de8    | 550            | 635               |
| Grup 4 | sub 1   | 2de8f   | 580            | 665               |
| Grup 4 | sub 1   | Pde7f   | 610            | 695               |
| Grup 4 | sub 2   | 5de8    | 640            | 735               |
| Grup 4 | sub 2   | 4de8a   | 700            | 770               |
| Grup 4 | sub 2   | 3de8a   | 730            | 805               |
| Grup 4 | sub 3   | 5de8a   | 765            | 845               |

| Grup   | Subgrup | Castell | Punts carregat | Punts descarregat |
| ------ | ------- | ------- | -------------- | ----------------- |
| Grup 5 | sub 1   | 4de9f   | 920            | 1.055             |
| Grup 5 | sub 1   | 3de9f   | 965            | 1.110             |
| Grup 6 | sub 1   | 9de8    | 1.210          | 1.390             |
| Grup 6 | sub 2   | 3de8ps  | 1.325          | 1.460             |
| Grup 6 | sub 2   | 2de9fm  | 1.330          | 1.530             |
| Grup 6 | sub 2   | Pde8fm  | 1.395          | 1.605             |
| Grup 6 | sub 3   | 7de9f   | 1.465          | 1.685             |
| Grup 6 | sub 3   | 5de9f   | 1.515          | 1.740             |
| Grup 6 | sub 3   | 4de9fa  | 1.630          | 1.800             |
| Grup 6 | sub 3   | 3de9fa  | 1.680          | 1.855             |
| Grup 6 | sub 4   | 5de9fa  | 1.765          | 1.945             |
| Grup 7 | sub 1   | 4de9sf  | 2.015          | 2.315             |
| Grup 7 | sub 1   | 2de8sf  | 2.065          | 2.395             |
| Grup 7 | sub 1   | 3de10fm | 2.105          | 2.420             |
| Grup 7 | sub 1   | 9de9f   | 2.130          | 2.450             |
| Grup 7 | sub 1   | 4de10fm | 2.215          | 2.550             |
| Grup 7 | sub 2   | 2de9sm  | 2.330          | 2.675             |
| Grup 7 | sub 3   | Pde9fmp | 2.445          | 2.810             |
| Grup 7 | sub 3   | 3de9sf  | 2.565          | 2.950             |

## XXVI Concurs de castells de Tarragona (2016)
A finals d'agost de 2015, la Comissió Assessora del Concurs de castells de Tarragona va anunciar algunes modificacions per la taula de puntuacions que s'hauria d'usar al XXVI Concurs de castells de Tarragona. Aquesta taula també serveix per elaborar el rànquing classificatori que estableix quines colles tenen dret a participar-hi. El rànquing computa les cinc millors diades de cada colla realitzades entre l'1 de setembre del 2015 i el 31 d'agost del 2016, sumant els punts dels tres millors castells de cada jornada.
Els canvis són:
- S'intercanvia l'ordre del 7 de 7 i el 5 de 7.
- S'incorpora a la llista el 9 de 6 al grup 1 subgrup 1.
- S'incorpora a la llista el 7 de 7 amb agulla al grup 2 subgrup 3.
- Es modifiquen les puntuacions d'alguns castells dels grups 0, 1 i 2 per acomodar aquestes incorporacions.
- S'incorpora a la llista el 7 de 8 amb agulla al grup 4 subgrup 3.
- Es retiren de la taula el 9 de 9 amb folre i el 5 de 9 amb folre i agulla, deixant oberta la possibilitat de reincorporar-los si alguna colla es mostra disposada a plantejar-se'ls.

La taula de puntuació completa és:
Llegenda: f: amb folre, a: amb agulla o pilar al mig, ps: aixecat per sota, fm: amb folre i manilles, fa: amb folre i l'agulla o el pilar al mig, sf: sense folre, sm: sense manilles, fmp: amb folre, manilles i puntals
| Grup   | Subgrup | Castell | Punts carregat | Punts descarregat |
| ------ | ------- | ------- | -------------- | ----------------- |
| Grup 0 | sub 1   | 2de6    | 120            | 140               |
| Grup 0 | sub 1   | Pde5    | 135            | 155               |
| Grup 1 | sub 1   | 9de6    | 165            | 190               |
| Grup 1 | sub 1   | 4de7    | 175            | 200               |
| Grup 1 | sub 1   | 3de7    | 185            | 210               |
| Grup 2 | sub 1   | 3de7a   | 240            | 265               |
| Grup 2 | sub 1   | 4de7a   | 250            | 275               |
| Grup 2 | sub 2   | 7de7    | 250            | 290               |
| Grup 2 | sub 2   | 5de7    | 265            | 305               |
| Grup 2 | sub 3   | 7de7a   | 300            | 320               |
| Grup 2 | sub 3   | 5de7a   | 310            | 330               |
| Grup 2 | sub 3   | 3de7ps  | 315            | 335               |
| Grup 3 | sub 1   | 9de7    | 365            | 420               |
| Grup 3 | sub 1   | 2de7    | 385            | 440               |
| Grup 3 | sub 1   | 4de8    | 400            | 460               |
| Grup 3 | sub 2   | Pde6    | 425            | 485               |
| Grup 3 | sub 2   | 3de8    | 445            | 510               |
| Grup 4 | sub 1   | 7de8    | 550            | 635               |
| Grup 4 | sub 1   | 2de8f   | 580            | 665               |
| Grup 4 | sub 1   | Pde7f   | 610            | 695               |
| Grup 4 | sub 2   | 5de8    | 640            | 735               |
| Grup 4 | sub 2   | 4de8a   | 700            | 770               |
| Grup 4 | sub 2   | 3de8a   | 730            | 805               |
| Grup 4 | sub 3   | 7de8a   | 740            | 815               |
| Grup 4 | sub 3   | 5de8a   | 765            | 845               |

| Grup   | Subgrup | Castell | Punts carregat | Punts descarregat |
| ------ | ------- | ------- | -------------- | ----------------- |
| Grup 5 | sub 1   | 4de9f   | 920            | 1055              |
| Grup 5 | sub 1   | 3de9f   | 965            | 1110              |
| Grup 6 | sub 1   | 9de8    | 1210           | 1390              |
| Grup 6 | sub 2   | 3de8ps  | 1325           | 1460              |
| Grup 6 | sub 2   | 2de9fm  | 1330           | 1530              |
| Grup 6 | sub 2   | Pde8fm  | 1395           | 1605              |
| Grup 6 | sub 3   | 7de9f   | 1465           | 1685              |
| Grup 6 | sub 3   | 5de9f   | 1515           | 1740              |
| Grup 6 | sub 3   | 4de9fa  | 1630           | 1800              |
| Grup 6 | sub 3   | 3de9fa  | 1680           | 1855              |
| Grup 7 | sub 1   | 4de9sf  | 2015           | 2315              |
| Grup 7 | sub 1   | 2de8sf  | 2065           | 2395              |
| Grup 7 | sub 1   | 3de10fm | 2105           | 2420              |
| Grup 7 | sub 1   | 4de10fm | 2215           | 2550              |
| Grup 7 | sub 2   | 2de9sm  | 2330           | 2675              |
| Grup 7 | sub 3   | Pde9fmp | 2445           | 2810              |
| Grup 7 | sub 3   | 3de9sf  | 2565           | 2950              |

## XXVII Concurs de castells de Tarragona (2018)
A final d'agost de 2017, la Comissió Assessora del Concurs de castells de Tarragona va anunciar la normativa i la taula de puntuacions que s'aplicarien al XXVII Concurs de castells de Tarragona.
La principal novetat és el criteri que com a mínim dos dels tres castells que es tenen en compte en la valoració d'una actuació castellera han d'haver acabat descarregats. D'aquesta manera, només un castell com a màxim pot haver quedat carregat. L'objectiu és donar més valor als castells descarregats, que s'assoleixen sense causar cap caiguda, i per tant, reconèixer la importància de la seguretat dins el món casteller.
Aquesta taula també serveix per elaborar el rànquing classificatori que estableix quines colles tenen dret a participar en el XXVII Concurs de castells. El rànquing computa les cinc millors diades de cada colla realitzades entre l'1 de setembre del 2017 i el 31 d'agost del 2018, sumant els punts dels tres millors castells de cada jornada dels quals com a mínim dos han de ser descarregats.
A més del canvi de criteri sobre la valoració dels castells carregats, la taula va incorporar canvis en la valoració de diversos castells, en comparació amb la taula del XXVI Concurs:
- Els castells sense folre (4 de 9 i 2 de 8) passen a tenir més valor que els castells de 10 (3 de 10 amb folre i manilles i 4 de 10 amb folre i manilles).
- Es reincorpora a la taula el 9 de 9 amb folre al grup 7 subgrup 2, per petició de la Colla Jove Xiquets de Tarragona.
- Es reincorpora a la taula el 4 de 10 sense manilles al grup 7 subgrup 3.
- S'incorpora a la taula el 2 de 10 amb folre, manilles i puntals al grup 7 subgrup 3.
- El 7 de 8 amb l'agulla passa del subgrup 3 al 2 dins del grup 4, sense canviar però la seva ordenació amb els altres castells.
- Es modifiquen les puntuacions de tots els castells de la taula, per a acomodar aquests canvis.

La taula de puntuació completa és la següent:
Llegenda: f: amb folre, a: amb agulla o pilar al mig, ps: aixecat per sota, fm: amb folre i manilles, fa: amb folre i l'agulla o el pilar al mig, sf: sense folre, sm: sense manilles, fmp: amb folre, manilles i puntals
| Grup   | Subgrup | Castell | Punts carregat | Punts descarregat |
| ------ | ------- | ------- | -------------- | ----------------- |
| Grup 0 | sub 1   | 2de6    | 175            | 200               |
| Grup 0 | sub 1   | Pde5    | 185            | 210               |
| Grup 1 | sub 1   | 9de6    | 230            | 265               |
| Grup 1 | sub 1   | 4de7    | 240            | 275               |
| Grup 1 | sub 1   | 3de7    | 250            | 290               |
| Grup 2 | sub 1   | 3de7a   | 330            | 360               |
| Grup 2 | sub 1   | 4de7a   | 345            | 380               |
| Grup 2 | sub 2   | 7de7    | 350            | 400               |
| Grup 2 | sub 2   | 5de7    | 365            | 420               |
| Grup 2 | sub 3   | 7de7a   | 415            | 440               |
| Grup 2 | sub 3   | 5de7a   | 425            | 450               |
| Grup 2 | sub 3   | 3de7ps  | 435            | 465               |
| Grup 3 | sub 1   | 9de7    | 500            | 575               |
| Grup 3 | sub 1   | 2de7    | 525            | 605               |
| Grup 3 | sub 1   | 4de8    | 550            | 635               |
| Grup 3 | sub 2   | Pde6    | 580            | 665               |
| Grup 3 | sub 2   | 3de8    | 610            | 700               |
| Grup 4 | sub 1   | 7de8    | 760            | 875               |
| Grup 4 | sub 1   | 2de8f   | 800            | 920               |
| Grup 4 | sub 1   | Pde7f   | 835            | 960               |
| Grup 4 | sub 2   | 5de8    | 880            | 1010              |
| Grup 4 | sub 2   | 4de8a   | 965            | 1060              |
| Grup 4 | sub 2   | 3de8a   | 1005           | 1110              |
| Grup 4 | sub 2   | 7de8a   | 1025           | 1125              |
| Grup 4 | sub 3   | 5de8a   | 1055           | 1165              |

| Grup   | Subgrup | Castell  | Punts carregat | Punts descarregat |
| ------ | ------- | -------- | -------------- | ----------------- |
| Grup 5 | sub 1   | 4de9f    | 1270           | 1460              |
| Grup 5 | sub 1   | 3de9f    | 1335           | 1530              |
| Grup 6 | sub 1   | 9de8     | 1665           | 1915              |
| Grup 6 | sub 2   | 3de8ps   | 1825           | 2010              |
| Grup 6 | sub 2   | 2de9fm   | 1835           | 2110              |
| Grup 6 | sub 2   | Pde8fm   | 1925           | 2210              |
| Grup 6 | sub 3   | 7de9f    | 2020           | 2320              |
| Grup 6 | sub 3   | 5de9f    | 2090           | 2400              |
| Grup 6 | sub 3   | 4de9fa   | 2250           | 2475              |
| Grup 6 | sub 3   | 3de9fa   | 2315           | 2555              |
| Grup 7 | sub 1   | 3de10fm  | 2775           | 3195              |
| Grup 7 | sub 1   | 4de10fm  | 2870           | 3300              |
| Grup 7 | sub 1   | 4de9sf   | 2680           | 3405              |
| Grup 7 | sub 1   | 2de8sf   | 2765           | 3510              |
| Grup 7 | sub 2   | 9de9f    | 3190           | 3670              |
| Grup 7 | sub 2   | 2de9sm   | 2915           | 3705              |
| Grup 7 | sub 3   | 2de10fmp | 3370           | 3870              |
| Grup 7 | sub 3   | Pde9fmp  | 3480           | 4000              |
| Grup 7 | sub 3   | 3de9sf   | 3250           | 4130              |
| Grup 7 | sub 3   | 4de10sm  | 3350           | 4260              |

## XXVIII Concurs de castells de Tarragona (2022)
A final d'agost de 2019, la Comissió Assessora del Concurs de castells de Tarragona va anunciar la normativa i la taula de puntuacions que s'aplicarien al XXVIII Concurs de castells de Tarragona previst per 2020 i que finalment es va dur a terme el 2022.
La principal novetat va ser treure el criteri que puntuava com a molt un castell carregat de l'actuació. Això va comportar desfer el principal canvi normatiu del concurs del 2018, i va passar a puntuar sempre els castells de més puntuació encara que tots haguessin quedats carregats.
A més d'aquest canvi de criteri, la taula va incorporar el següent canvi en la puntuació, en comparació amb la taula del XXVII Concurs:
- Dins del grup 7 (sub 1), els castells de 10 (3 de 10 amb folre i manilles i 4 de 10 amb folre i manilles) passen a tenir més valor que els castells sense folre (4 de 9 i 2 de 8), desfent un dels canvis aplicats per a la taula del 2018.

Aquesta taula també serveix per elaborar el rànquing classificatori que estableix quines colles tenen dret a participar en el XXVIII Concurs de castells. El rànquing computa les cinc millors diades de cada colla realitzades entre l'1 de setembre del 2019 i el 31 d'agost del 2020, sumant els punts dels tres millors castells de cada jornada.
La taula de puntuació completa és la següent:
Llegenda: f: amb folre, a: amb agulla o pilar al mig, ps: aixecat per sota, fm: amb folre i manilles, fa: amb folre i l'agulla o el pilar al mig, sf: sense folre, sm: sense manilles, fmp: amb folre, manilles i puntals
| Grup   | Subgrup | Castell | Punts carregat | Punts descarregat |
| ------ | ------- | ------- | -------------- | ----------------- |
| Grup 0 | sub 1   | 2de6    | 175            | 200               |
| Grup 0 | sub 1   | Pde5    | 185            | 210               |
| Grup 1 | sub 1   | 9de6    | 230            | 265               |
| Grup 1 | sub 1   | 4de7    | 240            | 275               |
| Grup 1 | sub 1   | 3de7    | 250            | 290               |
| Grup 2 | sub 1   | 3de7a   | 330            | 360               |
| Grup 2 | sub 1   | 4de7a   | 345            | 380               |
| Grup 2 | sub 2   | 7de7    | 350            | 400               |
| Grup 2 | sub 2   | 5de7    | 365            | 420               |
| Grup 2 | sub 3   | 7de7a   | 415            | 440               |
| Grup 2 | sub 3   | 5de7a   | 425            | 450               |
| Grup 2 | sub 3   | 3de7ps  | 435            | 465               |
| Grup 3 | sub 1   | 9de7    | 500            | 575               |
| Grup 3 | sub 1   | 2de7    | 525            | 605               |
| Grup 3 | sub 1   | 4de8    | 550            | 635               |
| Grup 3 | sub 2   | Pde6    | 580            | 665               |
| Grup 3 | sub 2   | 3de8    | 610            | 700               |
| Grup 4 | sub 1   | 7de8    | 760            | 875               |
| Grup 4 | sub 1   | 2de8f   | 800            | 920               |
| Grup 4 | sub 1   | Pde7f   | 835            | 960               |
| Grup 4 | sub 2   | 5de8    | 880            | 1010              |
| Grup 4 | sub 2   | 4de8a   | 965            | 1060              |
| Grup 4 | sub 2   | 3de8a   | 1005           | 1110              |
| Grup 4 | sub 2   | 7de8a   | 1025           | 1125              |
| Grup 4 | sub 3   | 5de8a   | 1055           | 1165              |

| Grup   | Subgrup | Castell  | Punts carregat | Punts descarregat |
| ------ | ------- | -------- | -------------- | ----------------- |
| Grup 5 | sub 1   | 4de9f    | 1270           | 1460              |
| Grup 5 | sub 1   | 3de9f    | 1335           | 1530              |
| Grup 6 | sub 1   | 9de8     | 1665           | 1915              |
| Grup 6 | sub 2   | 3de8ps   | 1825           | 2010              |
| Grup 6 | sub 2   | 2de9fm   | 1835           | 2110              |
| Grup 6 | sub 2   | Pde8fm   | 1925           | 2210              |
| Grup 6 | sub 3   | 7de9f    | 2020           | 2320              |
| Grup 6 | sub 3   | 5de9f    | 2090           | 2400              |
| Grup 6 | sub 3   | 4de9fa   | 2250           | 2475              |
| Grup 6 | sub 3   | 3de9fa   | 2315           | 2555              |
| Grup 7 | sub 1   | 4de9sf   | 2680           | 3195              |
| Grup 7 | sub 1   | 2de8sf   | 2765           | 3300              |
| Grup 7 | sub 1   | 3de10fm  | 2775           | 3405              |
| Grup 7 | sub 1   | 4de10fm  | 2870           | 3510              |
| Grup 7 | sub 2   | 9de9f    | 3190           | 3670              |
| Grup 7 | sub 2   | 2de9sm   | 2915           | 3705              |
| Grup 7 | sub 3   | 2de10fmp | 3370           | 3870              |
| Grup 7 | sub 3   | Pde9fmp  | 3480           | 4000              |
| Grup 7 | sub 3   | 3de9sf   | 3250           | 4130              |
| Grup 7 | sub 3   | 4de10sm  | 3350           | 4260              |

## XXIX Concurs de castells de Tarragona (2024)
A final d'agost de 2023, després d'una sola reunió per a debatre'n els canvis, la Comissió Assessora del Concurs de castells de Tarragona va aprovar la taula de puntuacions que s'aplicaria al XXIX Concurs de castells de Tarragona previst per 2024.
Els principals canvis respecte de la taula de l'edició anterior són la incorporació a la taula de l'inèdit 3 de 10 sense manilles com a castell millor puntuat i la redistribució dels castells dels subgrups 2 i 3 del grup 7 amb l'aparició d'un subgrup 4. Aquesta redistribució també comporta canvis en la puntuació dels castells d'aquests tres subgrups augmentant la puntuació de la majoria d'ells (sobretot els inèdits) i rebaixant-la lleugerament pel P9fmp(c).
Aquesta taula també serveix per elaborar el rànquing classificatori que estableix quines colles tenen dret a participar en el XXIX Concurs de castells. El rànquing computa les cinc millors diades de cada colla realitzades entre l'1 de setembre del 2023 i el 31 d'agost del 2024, sumant els punts dels tres millors castells de cada jornada.
La taula de puntuació completa és la següent:
Llegenda: f: amb folre, a: amb agulla o pilar al mig, ps: aixecat per sota, fm: amb folre i manilles, fa: amb folre i l'agulla o el pilar al mig, sf: sense folre, sm: sense manilles, fmp: amb folre, manilles i puntals
| Grup   | Subgrup | Castell | Punts carregat | Punts descarregat |
| ------ | ------- | ------- | -------------- | ----------------- |
| Grup 0 | sub 1   | 2de6    | 175            | 200               |
| Grup 0 | sub 1   | Pde5    | 185            | 210               |
| Grup 1 | sub 1   | 9de6    | 230            | 265               |
| Grup 1 | sub 1   | 4de7    | 240            | 275               |
| Grup 1 | sub 1   | 3de7    | 250            | 290               |
| Grup 2 | sub 1   | 3de7a   | 330            | 360               |
| Grup 2 | sub 1   | 4de7a   | 345            | 380               |
| Grup 2 | sub 2   | 7de7    | 350            | 400               |
| Grup 2 | sub 2   | 5de7    | 365            | 420               |
| Grup 2 | sub 3   | 7de7a   | 415            | 440               |
| Grup 2 | sub 3   | 5de7a   | 425            | 450               |
| Grup 2 | sub 3   | 3de7ps  | 435            | 465               |
| Grup 3 | sub 1   | 9de7    | 500            | 575               |
| Grup 3 | sub 1   | 2de7    | 525            | 605               |
| Grup 3 | sub 1   | 4de8    | 550            | 635               |
| Grup 3 | sub 2   | Pde6    | 580            | 665               |
| Grup 3 | sub 2   | 3de8    | 610            | 700               |
| Grup 4 | sub 1   | 7de8    | 760            | 875               |
| Grup 4 | sub 1   | 2de8f   | 800            | 920               |
| Grup 4 | sub 1   | Pde7f   | 835            | 960               |
| Grup 4 | sub 2   | 5de8    | 880            | 1010              |
| Grup 4 | sub 2   | 4de8a   | 965            | 1060              |
| Grup 4 | sub 2   | 3de8a   | 1005           | 1110              |
| Grup 4 | sub 2   | 7de8a   | 1025           | 1125              |
| Grup 4 | sub 3   | 5de8a   | 1055           | 1165              |

| Grup   | Subgrup | Castell  | Punts carregat | Punts descarregat |
| ------ | ------- | -------- | -------------- | ----------------- |
| Grup 5 | sub 1   | 4de9f    | 1270           | 1460              |
| Grup 5 | sub 1   | 3de9f    | 1335           | 1530              |
| Grup 6 | sub 1   | 9de8     | 1665           | 1915              |
| Grup 6 | sub 2   | 3de8ps   | 1825           | 2005              |
| Grup 6 | sub 2   | 2de9fm   | 1835           | 2110              |
| Grup 6 | sub 2   | Pde8fm   | 1925           | 2210              |
| Grup 6 | sub 3   | 7de9f    | 2020           | 2320              |
| Grup 6 | sub 3   | 5de9f    | 2090           | 2400              |
| Grup 6 | sub 3   | 4de9fa   | 2250           | 2475              |
| Grup 6 | sub 3   | 3de9fa   | 2315           | 2555              |
| Grup 7 | sub 1   | 4de9sf   | 2680           | 3195              |
| Grup 7 | sub 1   | 2de8sf   | 2765           | 3300              |
| Grup 7 | sub 1   | 3de10fm  | 2775           | 3405              |
| Grup 7 | sub 1   | 4de10fm  | 2870           | 3510              |
| Grup 7 | sub 2   | 9de9f    | 3190           | 3670              |
| Grup 7 | sub 3   | 2de9sm   | 3245           | 3865              |
| Grup 7 | sub 3   | Pde9fmp  | 3410           | 4060              |
| Grup 7 | sub 3   | 3de9sf   | 3570           | 4250              |
| Grup 7 | sub 4   | 2de10fmp | 3880           | 4460              |
| Grup 7 | sub 4   | 4de10sm  | 3935           | 4685              |
| Grup 7 | sub 4   | 3de10sm  | 4125           | 4910              |